# Lucie Hradecká
Lucie Hradecká, född den 21 maj 1985 i Prag, är en tjeckisk tennisspelare.
Hon tog OS-silver i damernas dubbelturnering i samband med de olympiska tennisturneringarna 2012 i London.